# Ulric Lamarche
Ulric Lamarche né le 15 décembre 1867 à Oakland en Californie. et mort le 9 février 1921 à Montréal est un peintre, caricaturiste et illustrateur.

## Biographie
Né aux États-Unis de parents canadiens-français. Il déménage avec sa famille au Québec où il fait des études classiques et philosophiques au Collège de l'Assomption (1879-1888). Il poursuit ses études à l'Art Association of Montreal. Tout comme Marc-Aurèle de Foy Suzor-Coté, il se rend à Paris en 1891  aux académies Colarossi et Julian ainsi que dans l’atelier de J.L. Gérôme. De retour au Québec, il travaille comme illustrateur et caricaturiste pour certains journaux dont L’Action et Le Canada. Il enseigne le dessin dans des écoles de la commission scolaire de Montréal. Il est un dessinateur de presse actif.

## Expositions
- 1897: Exposition du printemps de l’Art Association of Montreal
- 1907: Exposition de l'Acadérmie royale des arts du Canada[7]
- 1909: 25e exposition du printemps de l'Art Association of Montreal
- 1910: 26e exposition du printemps de l'Art Association of Montreal[8]
- 1910: Exposition de l'Académie royale des arts du Canada[7]
- 1911: Premier Salon de la peinture et de la sculpture, Club Saint-Denis
- 1923: Exposition posthume de 200 tableaux, Bibliothèque Saint-Sulpice[9],[10]

## Livres illustrés

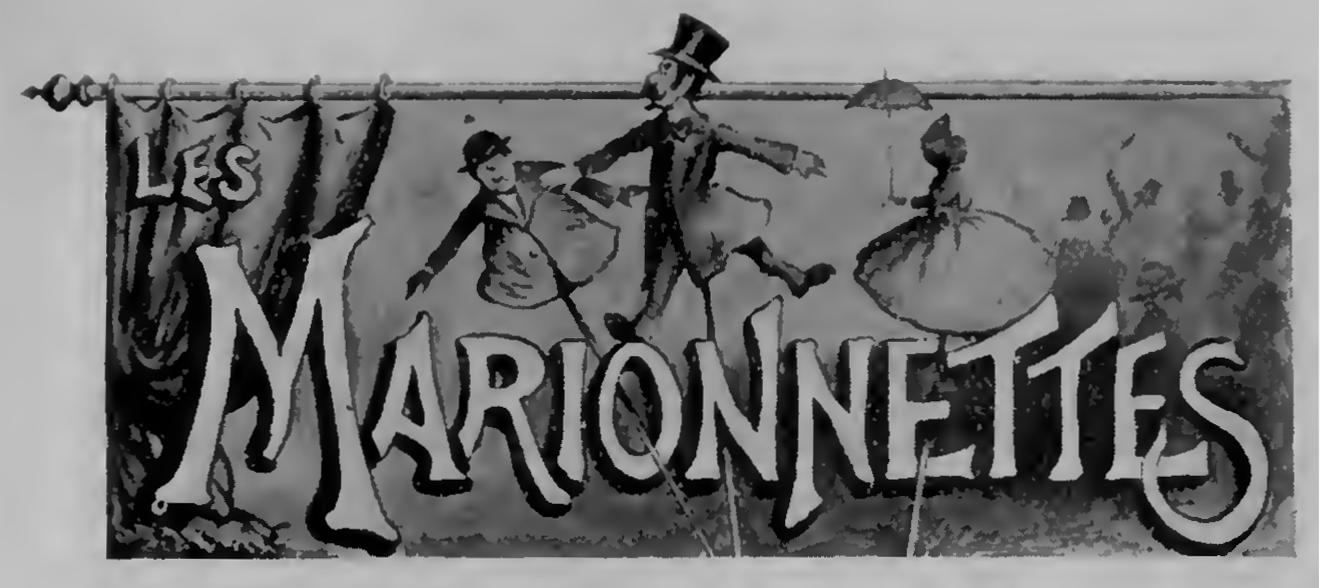
Illustration d'Ulric Lamarche, Contes vrais, 1907

Contes vrais, 1907, Pamphile Le May, (chapitre marionnettes)

## Musées et collections publiques
- Chambre des communes du Canada, Ottawa[11]
- Fonds Albert Laberge : 5 caricatures et photographie du Portrait de Zo d’Axa, Bibliothèque et Archives nationales du Québec[12]
- Musée d'art de Joliette[13]
- Musée de la civilisation, collection du Séminaire de Québec[14]
- Musée des beaux-arts de Montréal
- Musée national des beaux-arts du Québec[15]
- Univers Saint-Sulpice